# Stephan Fürstner

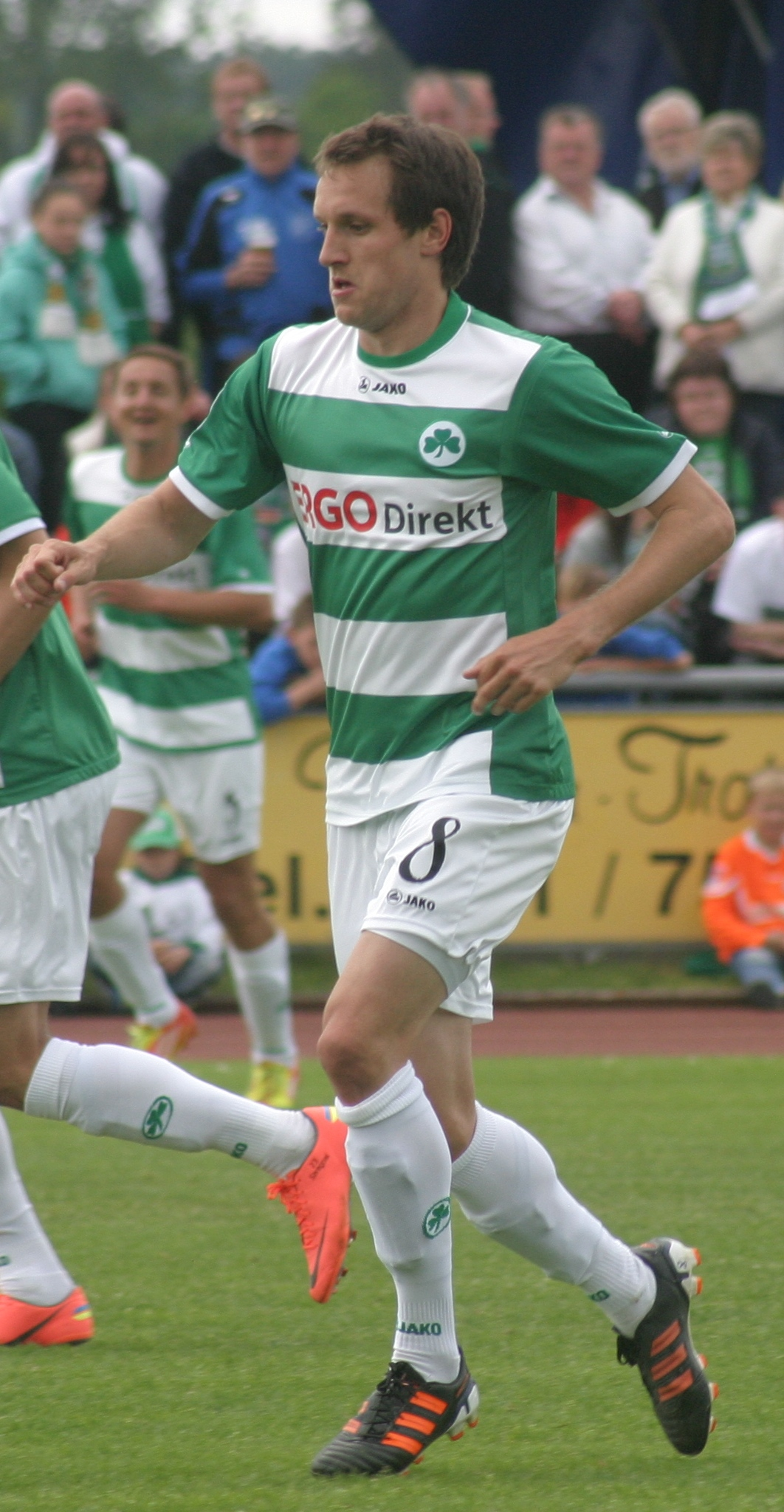
Stephan Fürstner

Stephan Fürstner (München 11 september 1987) is een Duits voetballer die als middenvelder speelt voor SpVgg Greuther Fürth.  
Fürstner begon in 1994 bij MTV Dießen met voetballen, voor hij in 1998 op tienjarige leeftijd naar FC Bayern München ging en daar in verschillende jeugdelftallen speelde. Nadat hij in het tweede elftal in het seizoen 2005-2006 een twintigtal wedstrijden had gespeeld, promoveerde hij naar het eerste.
Fürstner speelde vijf wedstrijden voor het Duits nationale elftal voor spelers onder de 21. Zijn officiële debuut was op 5 mei 2007 tegen Borussia Mönchengladbach.

## Erelijst
SpVgg Greuther Fürth
- 2. Bundesliga

2012